# Дежерандо, Жозеф-Мари
Барон Жозе́ф-Мари́ Дежерандо́ , или де Жерандо, как он стал именовать себя после получения титула барона (фр. Joseph-Marie de Gérando/Degérando; 29 февраля 1772, Лион — 10 ноября 1842, Париж) — французский лингвист, педагог, публицист, общественный деятель и филантроп. Считается одним из зачинателей антропологии.

## Биография и общественная деятельность
Посещал в Париже семинарию и готовился поступить в какой-нибудь духовный орден, чтобы посвятить себя исключительно благотворительности; но этому помешала революция. В 1791 году он становится вместе со своим другом Камилем Жорданом на сторону католиков, отказывавшихся признать гражданское устройство духовенства; в 1793 году вступает в ряды городской милиции восставшего Лиона. Попав раненным в руки республиканцев, он проводит несколько месяцев в тюрьме, поступает затем в солдаты и бежит за границу.
Амнистия 1796 года позволяет ему вернуться на родину. Он становится деятельным помощником Жордана, избранного в совет пятисот, и вместе с ним после 18 фрюктидора оставляет на время Францию; изучает в Тюбингене немецкую литературу и философию.
Возвратившись во Францию, поступает на военную службу. Случайно узнав о заданной Парижским институтом теме «Déterminer quelle a été l’influence des signes sur la formation des idées», Дежерандо пишет на эту тему статью (в 1800 году напечатанную в более обширном виде, под заглавием «Des signes et de l’art de penser, considérés dans leur rapports mutuels»). Оригинальность мыслей, шедших совершенно вразрез с господствовавшими тогда во Франции воззрениями Кондильяка, обращает на него общее внимание и вводит его в круг госпожи Сталь.
К последующим его сочинениям — «Considérations sur les diverses méthodes à suivre dans l’observation des peuples sauvages» (1801) и «La génération des connaissances humaines» (1802) — скоро присоединяется его главный труд «Histoire comparée des systèmes de philosophie relativement aux principes des connaissances humaines» (2-oe изд., 1822-23 г., обнимающий только древнюю и средневековую философию и дополненный уже после смерти Дежерандо его сыном).
Как философ Дежерандо не имел выдающегося значения, но как историк философии он может считаться первым во Франции, давшим научный метод для классификации и объяснения философских доктрин. Он был эклектиком еще до Кузена и, ставя на первый план эмпиризм, старался установить связь между метафизикой и положительными науками.
В 1804 году Дежерандо был назначен генеральным секретарём министерства внутренних дел. Наполеон давал ему важные поручения в Италии и Испании и сделал его членом государственного совета. Он сохранил эту должность и во время реставрации. Людовик-Филипп возвёл его в звание пэра.
Занявшись введением во Франции Белл-Ланкастерской системы, он основал с этой целью общество и написал: «Du perfectionnement moral, ou de l'éducation de soi-même» (8-е изд. 1833) и «Cours normal des institutions primaires, ou Directions relatives à l'éducation physique, morale et intellectuelle dans les écoles primaires» (3 изд. 1839).
Правительство подчинило его ведению госпитали, дома призрения бедных, сиротские дома, институты для слепых и глухонемых. Отсюда следующие его труды:
- «Éducation des sourds-muets de naissance» (1827),
- «Le visiteur du pauvre» (1820; перевед. на многие языки),
- «De la bienfaisance publique» (1839), «Sur les moyens de prévenir ta misère» (1831),
- «Des progrès de l’industrie dans leurs rapports avec le bien-être physique et moral de la classe ouvrière» (1841).

С 1819 года Дежерандо занимал открытую по его инициативе кафедру общественного и административного права; написал «Eléments du Code administratif, réunis et mis en ordre». Он издал также речи своего рано умершего друга: «Discours de Camille Jourdan» (1826).
Похоронен на кладбище Пер-Лашез (участок 41).

## Переводы на русский
- «Нормальный курс для первоначальных наставников, или Руководство к физическому, нравственному и умственному воспитанию в первоначальных школах» (1838);
- «Жизнь человеческая, рассматриваемая как великое и беспрерывное воспитание» (в «Сыне Отечества» 1825, CIV)[6];
- «О нравственном усовершенствовании человека во всех возрастах Архивная копия от 2 февраля 2019 на Wayback Machine» (там же, 1828, CXVII)[6].